# Арумънска кухня
Арумънската кухня (на арумънски: Cuzina armãneascã) е традиционната кухня на арумъните. Арумъните са малка балканска етническа група, разпръсната из целия регион, живееща в страните Албания, България, Гърция, Северна Македония, Румъния и Сърбия. Арумънската кухня е силно повлияна от средиземноморската и близкоизточната кухня.
В Гърция арумънското село Мецово се отличава със сирената, които се правят там. Най-популярните сирена от Мецово са „Мецовоне“ и „Мецовела“, въпреки че в Мецово се произвеждат и други видове сирена като „Гравиера“. Голяма част от сирената, идващи от Мецово, се произвеждат във фабрика „Сирена на Фондация Тосица“, работеща от 1958 г. Освен сирена някои типични мецовски ястия включват меса като контосувли и наденица, както и пайове със зеленчуци и гъби, и боб чорба, всяко от което може да бъде придружено с местно вино. Извън Мецово арумънският пай Бацина е популярен в района на Аспропотамос и е публикувана книга за местната кухня на селото.
В Румъния някои ястия от арумънската общност включват зеленчукови пайове, особено направени от праз, и пържени чушки. Арумъните от Румъния също правят сирене, а също така консумират месо като птиче през обикновените дни и свинско по празници и специални поводи. Различни видове полента (или мамалига, както е известна в Румъния) също се открояват. Арумънската кухня има известно присъствие в района на Добруджа, но почти никаква в останалата част на Румъния. Издадена е и книга за арумънската кухня на Добруджа.